# Jedwabne
Jedwabneⓘ é um município no nordeste da Polônia. Pertence à voivodia da Podláquia, no condado de Łomża. É a sede da comuna urbano-rural de Jedwabne e está situada no Planalto de Koln. O córrego Jedwabianka, que deságua no rio Narew (perto de Wizna), tem seu início na cidade.
Uma vila nobre privada foi fundada na segunda metade do século XVI no condado de Wiski, da região de Wiśkie, na voivodia da Mazóvia. Jedwabne recebeu os direitos de cidade em 1736; este foi retirado depois de 1827, concedido novamente em 1927. Nos anos 1975–1998 a cidade pertenceu administrativamente à voivodia de Łomża. Segundo dados de 2017, a cidade era habitada por 1 638 pessoas, incluindo 814 homens. Nos anos 1960–1972, a cidade foi a sede das autoridades da gromada de Jedwabne. Nos anos 1975–1998 a cidade pertenceu administrativamente à voivodia de Łomża.
Existe uma igreja na cidade, a qual é a sede da forania de São Tiago Apóstolo. Na estrutura da Igreja Católica Romana, a paróquia pertence à metrópole de Białystok, à diocese de Łomża e à forania de Jedwabne.
Estende-se por uma área de 4,5 km², com 1 668 habitantes, segundo o censo de 31 de dezembro de 2024, com uma densidade populacional de 367 hab./km².

## História
A primeira menção de Jedwabne surgiu em 1455. A aldeia de Jedwabne foi fundada como resultado de uma ação de assentamento liderada pelo duque da Mazóvia, Janusz I, o Velho. A aldeia foi fundada na área de um assentamento não permanente, Jedwabne Siedliska, no rio Wiźnica, na rota Wizna — Kubra. O fundador da aldeia foi provavelmente Jan Bylica de Ślubowo, na região de Zakroczym, que assinou como Johannes Bylica de Jedwabne subiudex terrestis Visnensis. Como resultado dos esforços de Jan Bylica, a primeira igreja de madeira foi construída aqui em 1417 (dedicada à Visitação da Virgem Maria, São Tiago e Todos os Santos), mencionada em documentos de 1448. A aldeia de Jedwabne pertencia à família Jedwabiński, enquanto em 1680, após a morte do último deles, a aldeia passou para as mãos dos Kraszewskis.
Em 1736, Antoni Rostkowski, um funcionário real de Łomża, tornou-se o proprietário da aldeia. Por sua iniciativa, em 17 de julho de 1736, o rei Augusto III concedeu os direitos da cidade a Jedwabne pela lei de Magdeburgo e o direito de realizar mercados semanais aos domingos e cinco feiras por ano. Naquela época, em Jedwabne havia uma igreja de madeira com fachada de duas torres, construída nos anos 1737–1738, e uma sinagoga erguida por volta de 1770. Em 1777, pagando 20 mil zlotys, o novo proprietário de Jedwabne era Stanisław Rembieliński, secretário de gabinete do rei Estanislau II Augusto, alferes e enviado da Terra de Wiśka (no mesmo ano, havia 51 casas na cidade, habitadas por 306 moradores, principalmente judeus). No final do século XVIII, fábricas de tecidos foram instaladas em Jedwabne. A partir de 1795, a cidade esteve sob domínio prussiano, depois em 1807 foi incluída no Ducado de Varsóvia, transformado em 1815 na Coroa do Reino da Polônia. Até 1841, o proprietário de Jedwabne era Rajmund Rembieliński. Após sua morte, seu filho Eugeniusz Rembieliński herdou a propriedade de Jedwabne. Em 1851, já existiam 17 oficinas de tecelagem em Jedwabne, empregando 36 trabalhadores. Em valor de produção, Jedwabne era então 11.º no Reino. Em 1862, 11 teares mecânicos e 13 manuais foram instalados em Jedwabne. As fábricas entraram em declínio após a Revolta de Janeiro. Em 1866, a cidade perdeu seus direitos municipais. Em 8 de abril de 1909, Kazimierz Skarżyński vendeu a propriedade de Jedwabne para Aleksandr Marcinkowsk. No início do século XX, existiam fábricas têxteis na cidade.

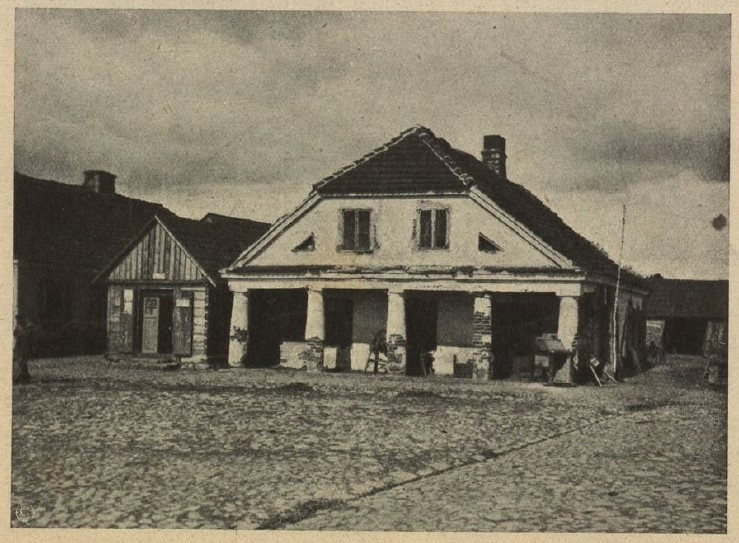
Forja por volta de 1915

Durante a Primeira Guerra Mundial, Jedwabne foi palco de combates estratégicos muito ferozes, durante os quais as fábricas têxteis foram destruídas. O resultado da luta são os cemitérios militares alemães em Jedwabne e Orlikowo.
Em maio de 1918, Helena e Henryk Prus tornaram-se os proprietários da cidade. No verão de 1920, foi criado aqui o chamado Comitê Revolucionário Militar, nas atividades do qual especialmente os judeus estavam envolvidos. Em 1927, Jedwabne recuperou seus direitos de cidade. Em abril de 1936, os direitos de propriedade de parte de Jedwabne foram transferidos para a filha e genro de Helena Prus, Irena e Ferdynand Hartwig.
O pároco de Jedwabne foi, de 1931 a julho de 1940, o padre Ryszard Marian Szumowski, preso pelo NKVD e condenado à morte em Minsk em janeiro de 1941.

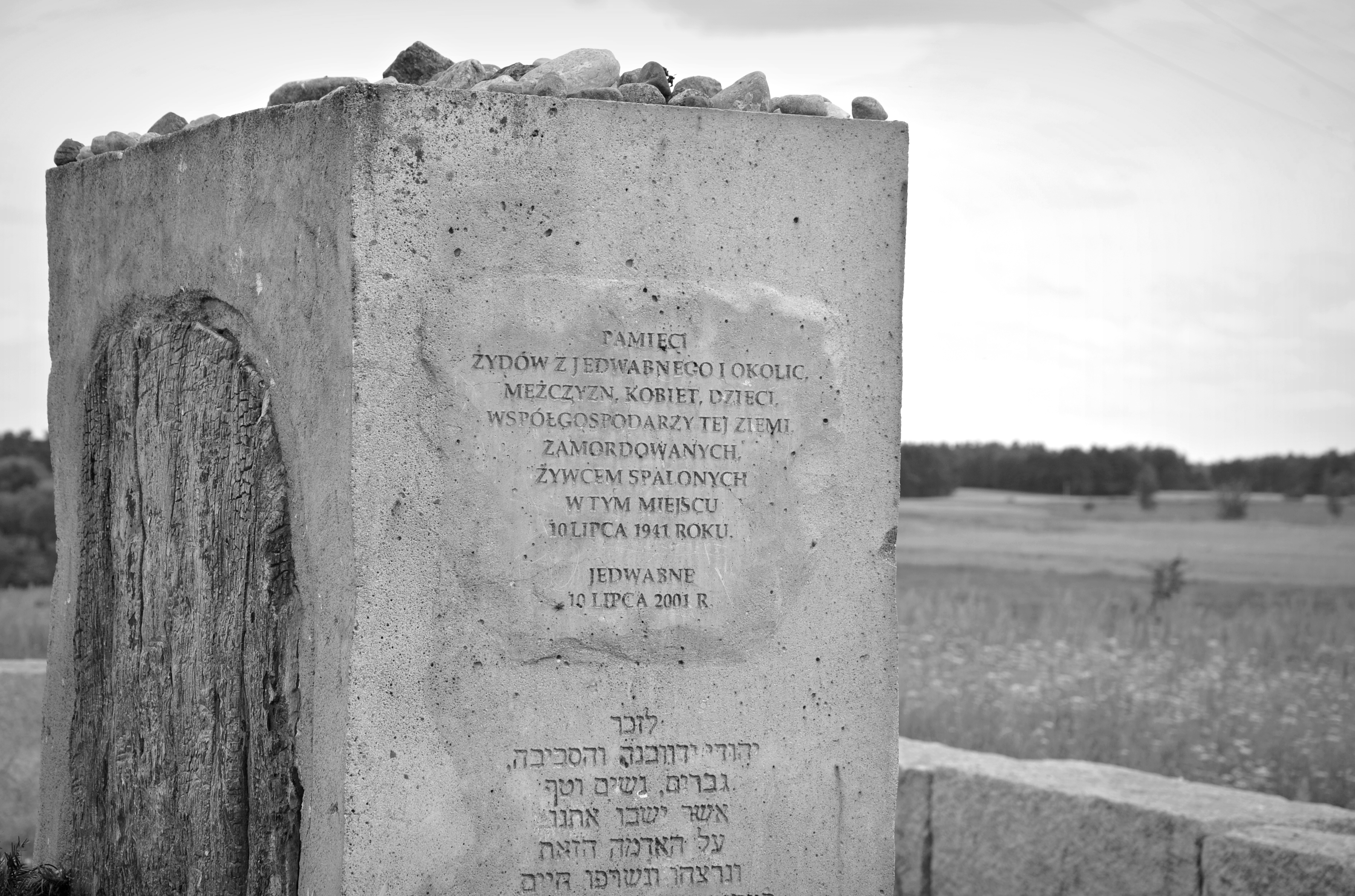
Detalhe do monumento comemorativo dos judeus assassinados de Jedwabne

Em 2 de setembro de 1939, a cidade foi ocupada pelo exército alemão. Nem durante a sua estadia, nem após a retirada e antes da chegada das tropas soviéticas, houve incidentes contra os judeus. Em 27 de setembro, após a entrada das unidades do Exército Vermelho, Jedwabne foi anexada pela União Soviética. Naquela época, as organizações clandestinas polonesas iniciaram sua atividade, e a unidade partidária estacionada na floresta de Kobielne foi desfeita pelos russos. Em 22 de junho de 1941, Jedwabne foi tomada pelos alemães. Em 10 de julho de 1941, a cidade tornou-se o local do assassinato de pelo menos 340 judeus por poloneses instigados pelos alemães. Após a guerra, dez dos participantes do crime foram presos e condenados. Em 2001, foi inaugurado um monumento no local do crime, substituindo a comemoração anterior por uma inscrição incorreta sobre os autores do pogrom e o número de vítimas.
Em julho de 1941, imediatamente após o pogrom, um gueto foi instalado em Jedwabne para cerca de 100 sobreviventes judeus. Foi liquidado no outono de 1942, e a população judaica foi transportada para o gueto em Łomża.
Como resultado da reforma agrária de 1944, as terras da propriedade de Jedwabne foram parceladas e a casa senhorial foi tomada para fins culturais da comuna de Jedwabne.
Em 29 de setembro de 1948, Jedwabne foi capturada por um ramo da União Militar Nacional (NZW) comandada pelo tenente Stanisław Franciszek Grabowski, pseudônimo. “Wiarus”. Os soldados da NZW, após a interrupção sistemática da comunicação telefônica e o bloqueio da estação da Milícia dos Cidadãos com o uso de metralhadoras leves, assumiram o edifício do governo da comuna. Os soldados da NZW levaram livros fiscais e correspondência do Governo da Comuna, enquanto da Cooperativa Camponesa de Auto-Ajuda confiscaram vários tipos de bens necessários para a continuação da luta armada. Um comício foi realizado na praça do mercado, onde o tenente Grabowski convocou o povo de Jedwabne a resistir consistentemente às autoridades comunistas.
Em 2012, uma área total de 692 847 hectares (as cidades de Kajetanowo, Biczki, Kosaki-Turki) foi excluída dos limites da cidade.

## Monumentos históricos

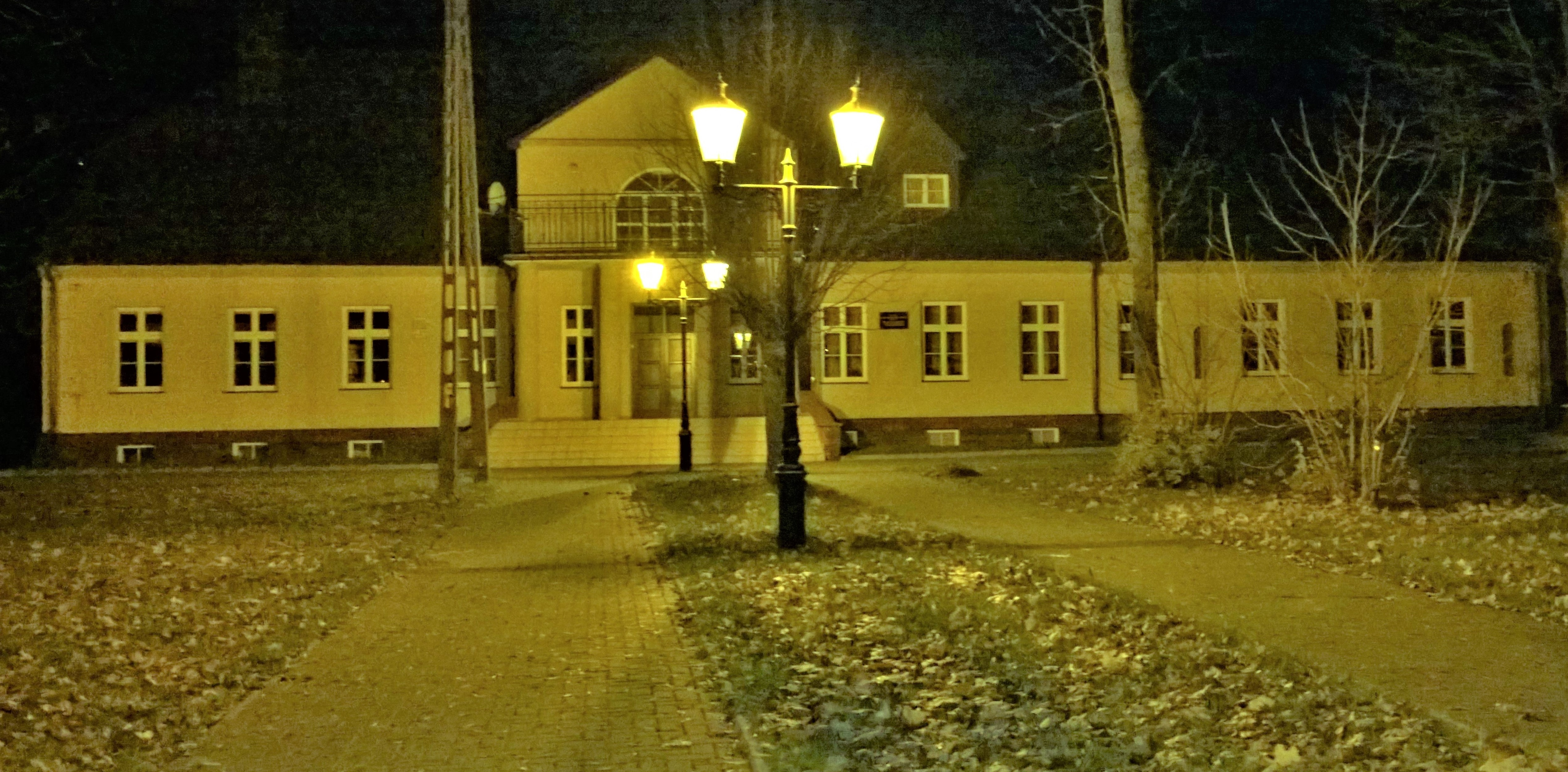
Complexo senhorial histórico da 2.ª metade dos séculos XVIII-XIX

As seguintes instalações estão registradas como monumentos históricos em Jedwabne:
- A cidade tem um traçado espacial histórico com um arruamento retangular e uma praça na parte central. Na parte principal da cidade encontra-se a igreja paroquial de São Tiago Apóstolo de 1926. Atrás do edifício da igreja rodeado por um muro construído em 1926–1935, existe uma reitoria do final do século XIX.
- O histórico cemitério de soldados alemães da Primeira Guerra Mundial está localizado perto do cemitério católico com 4 lápides históricas de 1907 a 1945. O próximo local de sepultamento é o cemitério judaico da primeira metade do século XIX e um túmulo da Segunda Guerra Mundial comemorado com um monumento de 1941.
- Há também um moinho de motor-elétrico sob proteção.
- Junto ao complexo senhorial histórico, que pertenceu às famílias Rembeliński, Rozbieliński e Skarżyński, que remonta à segunda metade dos séculos XVIII e XIX, existe um parque senhorial com uma avenida de castanheiras.

## Demografia
Conforme os dados do Escritório Central de Estatística da Polônia (GUS) de 31 de dezembro de 2024, Jedwabne é uma cidade muito pequena com uma população de 1 668 habitantes (37.º lugar na voivodia da Podláquia e 918.º na Polônia), tem uma área de 4,5 km² (35.º lugar na voivodia da Podláquia e 902.º lugar na Polônia) e uma densidade populacional de 367 hab./km² (23.º lugar na voivodia da Podláquia e 681.º lugar na Polônia). Nos anos 2002–2024, o número de habitantes diminuiu 13,5%.
Os habitantes de Jedwabne constituem cerca de 3,36% da população do condado de Łomża, constituindo 0,15% da população da voivodia da Podláquia.
| Descrição                         | Total      | Total   | Mulheres   | Mulheres | Homens     | Homens  |
| --------------------------------- | ---------- | ------- | ---------- | -------- | ---------- | ------- |
| unidade                           | habitantes | %       | habitantes | %        | habitantes | %       |
| população                         | 1 668      | 100     | 841        | 50,4     | 827        | 49,6    |
| superfície                        | 4,5 km²    | 4,5 km² | 4,5 km²    | 4,5 km²  | 4,5 km²    | 4,5 km² |
| densidade populacional (hab./km²) | 367        | 367     | 185        | 185      | 182        | 182     |

População por ano:
- 1808 - 474 incluindo judeus - 325
- 1827 - 547, incluindo judeus - 324
- 1897 - 2 505, incluindo judeus - 1941[22]

Segundo o Censo Geral de 1921, era habitada por:
- 1 222 pessoas no então povoado urbano, 442 católicos, 23 evangélicos e 757 judeus. Ao mesmo tempo, 459 habitantes declararam nacionalidade polonesa, 6 alemães e 757 judeus. Havia 113 edifícios residenciais.
- Cento e trinta e uma pessoas viviam em 5 edifícios residenciais na área rural.[23]

Nos anos 2012-2018, a cidade de Jedwabne ocupou a posição de número de 24 a 30 na classificação das menores cidades em termos de população. Em 31 de dezembro de 2018, 1 632 pessoas viviam na cidade, incluindo 806 homens e 826 mulheres.

## Cultura
Na cidade existem:
- Centro Cultural Municipal e Comunal (MGOK)
- Biblioteca Pública

Ambas as instalações estão localizadas na mansão histórica.

## Educação
Na cidade existem:
- Jardim de infância
- Complexo Escolar do governo local, que inclui:
  - Escola primaria Adam Mickiewicz
  - Escola secundária
  - Escola industrial de primeiro grau

## Indústria
Na cidade existe uma fábrica de produção de janelas, uma fábrica de produção de elementos de construção, minas de agregados de construção civil e uma serraria.

## Esportes
O Esporte Clube Municipal Victoria Jedwabne foi provavelmente fundado em 1954. Inicialmente, havia seções de atletismo. Em 1962, foi criada uma seção de futebol. A promoção à 4.ª liga — o nível mais alto de jogos da história do clube — foi conquistada em 1974. Após muitos anos de ausência, o clube esportivo em forma de seção de futebol foi reativado em 2007. Desde então, a equipe jogou nas competições da liga B-Class, A-Class e Senior District Class (KOS). A equipe também participou na Taça da Polônia (grupo Podláquia ZPN), onde na edição 2009/2010 foi eliminada na quarta jornada com o ŁKS Łomża após a eliminação de Wissa Szczuczyn, que foi promovido à terceira liga nessa época. Atualmente, a equipe não tem uma equipe sênior.
O campo esportivo está localizado no Complexo do Ensino Médio e Secundário. O campo mede 100 × 60 m e cercado por uma pista de corrida. Os torcedores têm 100 lugares à sua disposição.

## Transportes
As seguintes vias de transporte rodoviário percorrem a cidade:
- (Piątnica Poduchowna – Jedwabne – Przytuły – Radziłów – Osowiec-Twierdza)
- Estrada do condado n.º 1830B (Stawiski – Jurzec Włościański – Kosaki-Turki – Jedwabne)[30]
- Estrada do condado n.º 1834B (Jedwabne – Konopki Chude – Borawskie – Supy – Wagi – Dusze – Racibory – Radziłów)[30]
- Estrada do condado n.º 1922B (Jedwabne – Bronaki-Pietrasze)[30]
- Estrada do condado n.º 1925B (Jedwabne – Grądy Wielkie – Makowskie – Burzyn)[30]
- Estrada do condado n.º 1928B (Jedwabne – Przestrzele – Kucze Wielkie – Siestrzanki – Mocarze)[30]
- Estrada do condado n.º 1961B (Wizna – Męczki – Kotowo-Plac – Jedwabne)[30]

A cidade tem conexões diretas de ônibus com Białystok, Ełk, Grajewo, Kolno, Łomża, Przytuły, Radziłów, Stawiska, Szczuczyn e Wizna.

## Outras informações
Há uma clínica distrital e uma delegacia de polícia na cidade. A segurança é fiscalizada pelo Corpo de Bombeiros Voluntários, criado em 1898, cujo quartel foi modernizado em 2020.